# Pionniers d'Enver
Les pionniers d'Enver (en albanais : Pionierët e Enverit), littéralement les « pionniers d'Enver Hoxha », sont un mouvement pionnier fonctionnant autrefois en Albanie pendant la période communiste. Formé sous le nom de Debatik, acronyme de United Boys of Communist Ideas (en albanais : Djemtë E Bashkuar Anëtarë Të Ideve Komuniste) le 10 février 1942, le mouvement se poursuit sous le nom Organisation des pionniers (en albanais : Organizata e Pionierëve). Après la Seconde Guerre mondiale, il a été supervisé par l'Union des jeunes travaillistes d'Albanie, l'aile jeunesse du Parti du travail d'Albanie.

## Histoire

### Création
L'organisation débute sous le nom de Debatik, acronyme de United Boys of Communist Ideas (en albanais : Djemtë E Bashkuar Anëtarë Të Ideve Komuniste)  le 10 février 1942, et continue en tant qu'Organisation des pionniers après la Seconde Guerre mondiale. En 1985, après la mort du dirigeant communiste Enver Hoxha, le mouvement est rebaptisé Pionniers d'Enver (en albanais : Pionierët e Enverit), littéralement « les pionniers d'Enver Hoxha ».  L'organisation prend fin avec la chute du communisme en Albanie en 1991.

### Activités
L'association créé des activités pour les enfants jusqu'à 14 ans. Elle est responsable des camps d'été des pionniers d'Albanie. Elle organise aussi les palais des pionniers et leurs concours nationaux annuels de musique, de langue, de littérature et de peinture, et a publié deux magazines, le scientifique Horizonti, et les deux, plus généralistes, Pionieri, pour les enfants de 8-14 ans.
L'organisation a affecté la vie scolaire et le développement scolaire des enfants. Les enfants, à l'âge de 8 ou 9 ans, devaient faire une promesse d'admission pour être acceptés dans l'organisation. L'organisation au sein d'une école organiserait des élections parmi eux pour choisir les enfants chefs d'établissement.

## Dans la culture populaire
Debatik, un film sorti en 1961, est une production fictive, consacrée à la création de l'organisation en 1942. Guximtarët, un film de 1970, décrit les camps d'été des pionniers et l'alpinisme des pionniers. Shoku ynë Tili, une production de 1981, a décrit comment l'organisation affecterait la vie des enfants sur le plan scolaire et social.